# Рейд рудничных партизан во главе с И. Зеленым
Рейд рудничных партизан во главе с И. Зеленым- военная операция рудничных партизан в декабре 1918 — январе 1919 года во главе с И. Зеленым.

## История
После начало революции в Германии немецкие части стали покидать Донбасс, в восточную часть Донбасса вошли части Донского казачества. В декабре 1918 года на станции Яма был создан Оперативный штаб областного революционного комитета Донецкого бассейна, который руководил военными операциями разных партизанских отрядов против Армии УНР и Донского казачества.
На станции Яма штаб принял решение разделить крупный крупный отряд численностью 300 бойцов на две группы одна во главе с И. Чаплиным вторая во главе с И. Зелёным.
Отряд Зеленого оперировал в направлении Нырково — Сентяново — Луганск и занявший в конце декабря ст. Нырково, продвигался дальше. В районе Ныркова партизаны направились в немецкую колонию Липовую, чтоб купить там продовольствие . Но с приближением к колонии по партизанам колонистами был открыт огонь во время этого боя погиб один колонист и партизан Бойко . Партизаны ультимативно предложили сдать оружие, через два часа на ст Нырково немцы привезли 150 винтовок и полную бричку патронов. После этого группы партизан были посланы по окрестным колониям Берестовое Машаровское для разоружения  немцев . Из этих колоний было привезено 200 винтовок и  5 тысяч патронов . Благодаря этому удалось вооружить безоружных партизан.
В отряде уже было 500 человек которые двинулись на станцию Сентяево, которую взяли сбоем . Через несколько часов партизан выбили с станции, но они снова заняли станцию . Развинтив гайки и расширив рельсы на крутом повороте, верстах в 2~-3 от станции, мы повели наступление на Родаково. Через некоторое время показалось два белогвардейских бронепоезда и одно трехдюймовое орудие на площадке. Так как у партизан орудий не было, то они устроили ловушку для белых броневиков, начав отступать к Сентяново. Белые, видя, что партизаны отступают, открыли огонь из орудий и пулеметов и полным ходом погнались за партизанами. На том месте, где были развинчены гайки, броневик сошел с рельс и пошел под откос, а другой остался на рельсах, прикрыв люки; однако из него все же не ушел ни один белогвардеец. Мы захватили несколько  пулеметов, одно трехдюймовое орудие и снаряды и через несколько часов обстреливали из белогвардейского же орудия и пулеметов станцию Родаково.
Заняв Родаково, партизаны соединились с 4 й партизанской дивизией под командой  Дыбенко, с которым вместе взяли Луганск 21 января .
По приказу командира дивизии  Дыбенко отряд должен был занять станцию Славяносербск, Алчевск и Дебальцево. При занятии Алчевска, которое произошло на рассвете в первых числах февраля 1919 г., мы захватили массу винтовок, бомбометов и т. д. Через час пришли приветствовать партизан несколько
тысяч рабочих с рудников и заводов, с музыкой и красными знаменами. Алчевцы по-братски встретили партизан-соляников и отдали отряду свои продовольственные запасы из кооператива и продовольственных магазинов. Оборудовали нам два хороших бронепоезда, и мы двинулись дальше на Дебальцево.
В феврале 1919 года отряд достиг 3000 человек  и влился в 4-Ю партизанскую дивизию. В составе этой дивизии сформировался 15 й стрелковый полк, командиром которого был назначен И. Зеленый.

## Участники рейда
- Харченко Ипполит -  командовал сначала ротой, а впоследствии батальоном.
- Машеров Андрей  — командир батальона .
- Ганченко — нач. пулеметной команды.
- командиры  Соколенко, Маслинский, Чугуненко, С. Лунев, Дружина, Гаврильченко, Ф. Шевченко, Аф. Дельцев
- Худенко нач, хоз. части

## Крупные столкновения
- Бой в колонии Липовой
- Бои за Сентяново
- Взятие Луганска